# 吉富車站 (京都府)
吉富車站（日语：／ Yoshitomi eki */?）是一由西日本旅客鐵道（JR西日本）所經營的鐵路車站，位於日本京都府南丹市八木町，是山陰本線（嵯峨野線）沿線的一個無人車站。吉富車站隸屬於JR西日本京都支社管轄範圍，車站建築是與當地的郵局（吉富郵便局）共構。

## 車站結構
對向式月台2面2線的地面車站。2009年3月前後路段複線化，由於沒有轉轍器與絕對信號機被定義為停留所。站舍與所在的郵政局共構，1號月台與之相對。對側的2號月台則以跨線天橋連絡。

### 月台配置
| 月台 | 路線     | 方向 | 目的地           |
| ---- | -------- | ---- | ---------------- |
| 1    | 嵯峨野線 | 上行 | 龜岡、京都方向   |
| 2    | 嵯峨野線 | 下行 | 園部、福知山方向 |

## 使用情況
1日平均上車人次如下表。
| 年度   | 1日平均 上車人次 |
| ------ | ---------------- |
| 1999年 | 137              |
| 2000年 | 123              |
| 2001年 | 129              |
| 2002年 | 142              |
| 2003年 | 200              |
| 2004年 | 181              |
| 2005年 | 203              |
| 2006年 | 326              |
| 2007年 | 414              |
| 2008年 | 386              |
| 2009年 | 389              |
| 2010年 | 468              |
| 2011年 | 574              |
| 2012年 | 595              |
| 2013年 | 482              |
| 2014年 | 529              |
| 2015年 | 538              |
| 2016年 | 507              |
| 2017年 | 551              |
| 2018年 | 540              |

## 相鄰車站
西日本旅客鐵道
 嵯峨野線（山陰本線）
■快速、■普通
八木（JR-E14）－吉富（JR-E15）－園部（JR-E16）

## 外部連結
- 吉富｜車站資訊：JR出門網 - 西日本旅客鐵道